# Riforma di misure e pesi nel Ducato di Savoia
La riforma di misure e pesi del 1612 fu realizzata al fine di ottenere l'uniforità delle unità di misura e di peso nei territori "di qua da' Monti" nel Ducato di Savoia.
La riforma interessò 610 comuni con l'abolizione di numerose unità di misura locali: complessivamente in precedenza erano in uso 56 misure di lunghezza, 56 misure superficiali, 100 misure di volume per grani, 83 misure per liquidi e 19 unità di peso.
Si riporta la conversione in unità metriche utilizzando le tavole redatte in epoca napoleonica.

## Unità di misura adottate

### Misure di lunghezza
Tutti i comuni di qua da' Monti:
| Nome    | Nome     | Nome           | Nome           | Nome           | Nome           | Valore   | Valore |
| ------- | -------- | -------------- | -------------- | -------------- | -------------- | -------- | ------ |
| Pertica |          |                |                |                |                |          |        |
| 2       | Trabucco | Trabucco       | Trabucco       | Trabucco       | Trabucco       | 3,082596 | m      |
| 12      | 6        | Piede liprando | Piede liprando | Piede liprando | Piede liprando | 0,513766 | m      |
| 144     | 72       | 12             | Oncia          | Oncia          | Oncia          |          |        |
| 1728    | 864      | 144            | 12             | Punti          | Punti          |          |        |
| 20736   | 10368    | 1728           | 144            | 12             | Atomi          |          |        |

| Nome          | Nome          | Nome          | Valore   | Valore |
| ------------- | ------------- | ------------- | -------- | ------ |
| Tesa da legna | Tesa da legna | Tesa da legna | 1,712553 | m      |
| 5             | Piede manuale | Piede manuale | 0,342511 | m      |
| 40            | 8             | Oncia         |          |        |

| Nome | Nome  | Valore   | Valore |
| ---- | ----- | -------- | ------ |
| Raso | Raso  | 0,599394 | m      |
| 14   | Oncia |          |        |

Il raso era suddiviso in mezzi, terzi, quarti, sesti, ottavi e sedicesimi.

### Misure di superficie
Tutti i comuni di qua da' Monti:
| Nome     | Nome   | Nome              | Nome               | Nome               | Nome               | Nome               | Valore   | Valore |
| -------- | ------ | ----------------- | ------------------ | ------------------ | ------------------ | ------------------ | -------- | ------ |
| Giornata |        |                   |                    |                    |                    |                    |          |        |
| 100      | Tavola | Tavola            | Tavola             | Tavola             | Tavola             | Tavola             |          |        |
| 400      | 4      | Trabucco quadrato | Trabucco quadrato  | Trabucco quadrato  | Trabucco quadrato  | Trabucco quadrato  | 9,502400 | m²     |
| 1200     | 12     | 3                 | Piede superficiale | Piede superficiale | Piede superficiale | Piede superficiale |          |        |
| 14400    | 144    | 36                | 12                 | Oncia superficiale | Oncia superficiale | Oncia superficiale |          |        |
| 172800   | 1728   | 432               | 144                | 12                 | Punti superficiale | Punti superficiale |          |        |
| 2073600  | 20736  | 5184              | 1728               | 144                | 12                 | Atomo superficiale |          |        |

### Misure di volume
Tutti i comuni di qua da' Monti:
| Nome          | Nome          | Valore    | Valore |
| ------------- | ------------- | --------- | ------ |
| Trabucco cubo | Trabucco cubo | 29292,062 | L      |
| 216           | Piede cubo    | 135,6114  | L      |

| Nome      | Nome               | Valore   | Valore |
| --------- | ------------------ | -------- | ------ |
| Tesa cuba | Tesa cuba          | 5022,644 | L      |
| 125       | Piede manuale cubo |          |        |

### Pesi
Tutti i comuni di qua da' Monti:
| Nome           | Nome  |
| -------------- | ----- |
| Marco di zecca |       |
| 8              | Oncia |

| Nome   | Nome           | Nome           | Nome           | Nome           | Valore    | Valore |
| ------ | -------------- | -------------- | -------------- | -------------- | --------- | ------ |
| Rubbo  | Rubbo          | Rubbo          | Rubbo          | Rubbo          | 9,2211127 | kg     |
| 25     | Libbra (livra) | Libbra (livra) | Libbra (livra) | Libbra (livra) | 368,845   | g      |
| 300    | 12             | Oncia          | Oncia          | Oncia          |           |        |
| 7200   | 288            | 24             | Denaro         | Denaro         |           |        |
| 172800 | 6912           | 576            | 24             | Grano          |           |        |

L'oncia si divideva anche in mezzi, quarti e ottavi.
| Nome          | Nome          | Nome             | Valore    | Valore | Note                          |
| ------------- | ------------- | ---------------- | --------- | ------ | ----------------------------- |
| Carro da vino | Carro da vino | Carro da vino    |           |        | pari a 60 rubbi               |
| 12            | Brenta        | Brenta           | 49,284696 | L      | misurata come unità di volume |
| 432           | 36            | Pinta o stagnata |           |        |                               |

| Nome               | Nome               | Nome               | Nome               | Valore | Valore | Note                          |
| ------------------ | ------------------ | ------------------ | ------------------ | ------ | ------ | ----------------------------- |
| Carro per il grano | Carro per il grano | Carro per il grano | Carro per il grano |        |        | pari a 60 rubbi               |
| 6                  | Sacco              | Sacco              | Sacco              |        |        |                               |
| 18                 | 3                  | Staro              | Staro              |        |        |                               |
| 36                 | 6                  | 2                  | Emina              | 23,006 | L      | misurata come unità di volume |

| Nome  | Nome     | Nome         | Nome         | Nome         | Nome            | Nome            | Nome                 | Valore | Valore |
| ----- | -------- | ------------ | ------------ | ------------ | --------------- | --------------- | -------------------- | ------ | ------ |
| Emina | Emina    | Emina        | Emina        | Emina        | Emina           | Emina           | Emina                | 23,006 | L      |
| 2     | Quartano | Quartano     | Quartano     | Quartano     | Quartano        | Quartano        | Quartano             |        |        |
| 4     | 2        | Doppio coppo | Doppio coppo | Doppio coppo | Doppio coppo    | Doppio coppo    | Doppio coppo         |        |        |
| 8     | 4        | 2            | Coppo        | Coppo        | Coppo           | Coppo           | Coppo                |        |        |
| 16    | 8        | 4            | 2            | Semicoppo    | Semicoppo       | Semicoppo       | Semicoppo            |        |        |
| 32    | 16       | 8            | 4            | 2            | Quarto di coppo | Quarto di coppo | Quarto di coppo      |        |        |
| 64    | 32       | 16           | 8            | 4            | 2               | Scudella        | Scudella             |        |        |
| 192   | 96       | 48           | 24           | 12           | 6               | 3               | Coppetta o cucchiara |        |        |

L'emina era pari a un contenitore di diametro once 8, punti 2, atomi 11 e di altezza once 5, punti 5, atomi 11.